# Hans Fix
Hans Fix, auch Hans Fix-Bonner (* 1. März 1947 in Münchweiler an der Rodalb) ist ein deutscher Sprachwissenschaftler und Skandinavist. Er hatte den Lehrstuhl für Nordische Philologie: Mediävistik und Historische Sprachwissenschaft an der Ernst-Moritz-Arndt-Universität Greifswald inne.

## Leben
Hans Fix studierte von 1967 bis 1972 Anglistik, Germanistik, Skandinavistik und Phonetik an der Universität des Saarlandes in Saarbrücken und an der University of St. Andrews in Schottland. Die Promotion (1978) erfolgte an der Universität des Saarlandes, die Habilitation (1990) an der Universität Bonn.
Von 1972 bis 1979 war er wissenschaftlicher Mitarbeiter in der Fachrichtung Germanistik der Universität des Saarlandes und im SFB 100 „Elektronische Sprachforschung“ tätig, anschließend von 1979 bis 1989 wissenschaftlicher Assistent an der Universität Bonn. 1984 bis 1986 verbrachte er als Feodor-Lynen-Stipendiat der Alexander von Humboldt-Stiftung an der University of Minnesota in Minneapolis (USA). Als Lehrstuhlvertreter kam er 1990 an die Ernst-Moritz-Arndt-Universität Greifswald, wurde 1994 zum Ordinarius ernannt und war von 1994 bis 1996 Dekan der Philosophischen Fakultät. 2012 wurde er in den Ruhestand versetzt.

## Forschung und Lehre
Forschungsschwerpunkte sind die computerunterstützte Philologie, die Geschichte der Skandinavistik zwischen 1860 und 1930, die Grammatik (Phonologie, Morphologie), die Lexikographie und die Textedition des Altisländischen.

## Sonstiges
Hans Fix ist Herausgeber der Reihen Linguistica Septentrionalia, Bibliotheca Germanica. Texts of the Germanic Middle Ages and Early Modern Period in Bilingual Editions and Translations sowie der Greifswalder Bruno-Kress-Vorlesungen (1–12, 1998–2010).

## Schriften (Auswahl)

### Monographien
- Grágás. Graphemische Untersuchungen zur Handschrift GkS 1157 fol. (= Europäische Hochschulschriften, Band I 325) Lang, Frankfurt-Bern-Cirencister 1979 (Diss. phil. Saarbrücken).
- Wortschatz der Jónsbók (= Texte und Untersuchungen zur Germanistik und Skandinavistik, Band 8). Lang, Frankfurt-Bern-New York 1984.

### Herausgeberschaften
- Snorri Sturluson. Beiträge zu Werk und Rezeption (= Ergänzungsbände zum Reallexikon der Germanischen Altertumskunde, Band 18). De Gruyter, Berlin-New York 1998.
- Beiträge zur Morphologie. Germanisch, Baltisch, Ostseefinnisch (= North-Western European language evolution, Supplement, Band 23). Univ. Press of Southern Denmark, Odense 2007.
- Aus Torgau an die gelehrte Welt. Paul Herrmanns Briefe an Björn Magnússon Ólsen, Finnur Jónsson, Geir Tómasson Zoëga, Andreas Heusler, Eugen Mogk und Edward Schröder (1903–1924) (= Linguistica septentrionalia, Band 7). AQ-Verlag, Saarbrücken 2015.
- Konrad Maurer: Briefe an Philologen. Bd. 1: 1846–1889. Bd. 2: 1890–1900. Hrsg. u. eingel. v. Hans Fix.  (= Linguistica septentrionalia, Band 9.1-2). AQ-Verlag, Saarbrücken 2024. ISBN 978-3-942701-62-4.

### Aufsätze
- Konrad Maurers Briefe in öffentlichen Sammlungen mit einer Probe seiner Briefe aus Christiania 1876. In: Zeitschrift der Savigny-Stiftung für Rechtsgeschichte, Germanistische Abteilung. Band 139 (2022), S. 112–145. Nachtrag Band 140 (2023), S. 452–455.